# Cúria de la Governació
La Cúria de la Governació era, en el Regne de Mallorca la més alta magistratura judicial, en representació del poder reial.

## Els representants del rei
Després de la conquesta de Mallorca per Jaume I, Bernat de Santa Eugènia va ser nomenat lloctinent reial. El càrrec es va regular el 1298, quan Jaume II de Mallorca recuperà el regne. Amb la posterior incorporació a la Corona d'Aragó, el sistema va evolucionar: Pere el Cerimoniós designà governadors (el primer, Arnau d'Erill, el 1343), i els mandats solien durar tres anys, tot i que en alguns casos s'allargaven. En temps de Joan II es va recuperar la lloctinència general, i la denominació de virrei, inicialment excepcional, s'acabà consolidant al segle xvi, sobretot arran de la creació de la Reial Audiència el 1571.
El lloctinent reial de Mallorca, des dels inicis, gaudí d'un paper més potent que en altres territoris de la Corona d'Aragó, ja que actuava com a àlter ego del rei i amb competències normatives. Aquesta preeminència sobre la resta d’illes es reflectia en la fórmula Regne de Mallorca et insularum eidem adjacentium. Durant els segles xiv i xv, exercí especialment la funció legislativa mitjançant ordenances redactades per la Universitat, alhora que executava les disposicions reials i assumia la màxima responsabilitat en matèria militar i defensiva.

## La Cúria
Ja des del segle xiii, el paper de la Cúria es va consolidar com a una peça clau per garantir una administració i una justícia eficients. La necessitat d'incorporar experts legals va sorgir davant la creixent complexitat del sistema administratiu i judicial, ja que els lloctinents (sovint cavallers seleccionats per les seves habilitats militars) no comptaven amb la formació jurídica necessària.
Fins a finals del segle xv, la Cúria va constituir el principal tribunal de justícia del Regne de Mallorca. Operava en primera o segona instància per a casos originats a Menorca i Eivissa, en batlies de viles mallorquines i cúries senyorials, així com en els processos tramitats davant el batle de Mallorca, veguer de la ciutat o el veguer forà. A més, era el tribunal ordinari per a delictes de lesa majestat, falsificació de moneda, processos contra oficials reials i litigis entre cavallers.
El lloctinent presidia la Cúria, assistit per un assessor lletrat —amb el temps anomenat regent de la Cancelleria—, el qual esdevingué molt rellevant en qüestions de justícia gràcies a la seva formació jurídica. Al costat del regent hi havia l'advocat fiscal i patrimonial, encarregats de les causes criminals. Completaven l'equip l'escrivà de la Cúria, encarregat de la documentació, i un algutzir, que actuava com a braç executor.

## Funcions
Els primers assessors documentats són Pere Ros (1260) i Pasqual de Montagut (1262), tot i que no es coneixen detalls precisos de les seves funcions. Durant el regnat de Jaume II, aquest càrrec va adquirir rellevància amb figures com Arnau Batle, que desenvolupaven funcions com:
- Assistència legal: Proporcionaven suport jurídic als lloctinents, batlle reial i veguers, assegurant la correcta interpretació de les lleis i l'aplicació de les disposicions reials.
- Gestió d'apel·lacions: Supervisaven els recursos presentats, especialment aquells provinents de Menorca i Eivissa o dels tribunals senyorials.
- Elaboració de normatives: Contribuïen a redactar ordenances i reglaments, assegurant que s'ajustessin als privilegis i lleis del regne.
- Participació judicial: Col·laboraven amb els prohoms locals per garantir sentències equitatives.[2]

## El fons documental de la Cúria
El Palau Reial de l'Almudaina fou la seu de la Cúria, on es conservà la documentació generada fins a la creació de la Reial Audiència el 1571, moment en què s'incorporà als fons de la nova institució. Posteriorment, aquesta documentació es transferí a l'Arxiu del Regne de Mallorca en dues etapes: entre 1896 i 1901 s'hi traslladà la major part dels fons, i la resta no s'integrà fins al període 1960-1963.